# هاینز فلوتو
هاینز فلوتو (انگلیسی: Heinz Flotho; ۲۳ فوریهٔ ۱۹۱۵ – ۲۹ ژانویهٔ ۲۰۰۰) بازیکن فوتبال اهل آلمان بود.
از باشگاه‌هایی که در آن بازی کرده‌است می‌توان به باشگاه فوتبال شالکه ۰۴، باشگاه فوتبال اسنابروک، و باشگاه فوتبال درسدنر اشاره کرد.
وی همچنین در تیم ملی فوتبال آلمان بازی کرده‌است.